# El fill del músic
El fill del músic, JW VI/14 (en txec Šumařovo dítě), és una balada composta per Leoš Janáček el 1912 i revisada el 1914. Es va estrenar el 14 de novembre de 1917 a Praga per la Filharmònica txeca dirigida per Otakar Ostrčil. Té una durada d'uns 12 minuts. Es basa en el poema homònim de Svatopluk Čech.
Janáček va estar present a l'estrena. Originalment, l'estrena estava prevista pel 15 de març de 1914 amb el compositor com a director, però no es va fer finalment, ja que els assajos en només dues sessions havien estat massa curts.
Janáček no va compondre una gran quantitat d'obres simfòniques. A més de les Danses Laquianes i un esbós de la simfonia El Danubi, només trobem tres poemes simfònics i la cèlebre Sinfonietta.
Un violinista pobre mor, deixant enrere el seu violí i un nen. Una dona del poble cuida el nen, però una nit somia que el pare mort el convida a seguir-lo cap a un lloc de felicitat. Al matí, el nen està mort i el violí ha desaparegut.

## Música
Com era d’esperar, el concertino té un paper fonamental en aquesta composició, personificant el violinista. L’obra segueix l'estil madur de Janáček, amb interrupcions inesperades en les melodies i estructures fragmentades. Tot i això, com en altres composicions més tardanes, les diferents seccions s'uneixen per crear una obra cohesionada, fet que suposa un repte considerable per als músics.
L'obra es divideix en tres parts: la primera descriu la vida errant del violinista i la seva mort. La segona representa el violinista al costat del llit del nen, intentant convèncer-lo de seguir-lo. L'última part és ràpida i agitada, mentre es descobreix el cos del nen al matí, i el solo de violí es deté amb la desaparició del violí. La música se suavitza i conclou en pianissimo, però amb un gir sorpresa, resolent-se en un do major serè, suggerint que el violinista i el nen han trobat pau i felicitat.